# Write (유닉스)
write는 유닉스와 유닉스 계열 운영 체제에서 메시지를 직접 다른 사용자의 TTY에 기록함으로써 다른 사용자에게 메시지를 보내는데 사용하는 유틸리티이다.

## 기본 사용법
```
$ 
write
 
user
 
[
tty
]

message

```

## 같이 보기
- 유닉스 명령어 목록
- Talk (소프트웨어)
- Wall (유닉스)